# Кунин, Виктор Владимирович
Ви́ктор Влади́мирович Ку́нин (18 июля 1932, Москва — 29 марта 2022, Хайфа) — советский и израильский историк литературы, литературовед, филолог-пушкинист, книговед, синолог и библиограф, редактор.

## Биография
Мать — Елизавета Семёновна (Симховна) Коссовская (1901, Харьков — 1974, Москва); работала юристом, после войны работала главным библиографом отдела литературы стран Азии и Африки Государственной библиотеки иностранной литературы. Отец — московский букинист Владимир Моисеевич Кунин.
В начале Великой Отечественной войны был с матерью и бабушкой эвакуирован из Москвы в Саратов.
Окончил МГИМО .
Был научным сотрудником Всесоюзной государственной библиотеки иностранной литературы, Института востоковедения АН СССР (редактор научной литературы по китаеведению), сотрудником редакции литературоведения Издательства восточной литературы.
Автор монографий, научных трудов и популярных книг по пушкинистике и книговедению, составитель вышедшего массовым тиражом сборника избранных стихотворений А. А. Дельвига и В. К. Кюхельбекера (1987), сборников эпистолярного наследия литераторов пушкинского круга.
Начал свою карьеру как библиограф и переводчик с китайского языка. Переводил классическую и современную китайскую литературу на русский язык, в частности в 1961—1962 годах выполнил переводы с китайского произведений для посмертного сборника В. Я. Ерошенко «Сердце орла» (Белгород: Белгородское книжное издательство, 1962), в том числе само заглавное произведение «Сердце орла», перепечатанное в этом переводе в последующих книжных переизданиях (1969, 1977, 1992 и др.). Будучи сотрудником Всесоюзной государственной библиотеки иностранной литературы, составил описание её китайского и китаеведческого фонда (1958), и библиобиографический указатель творческого наследия Мао Дуня (1958).
Во второй половине 1960-х годов занялся историей библиофилии, коллекционирования книг и домашних библиотек, и связанными с ними вопросами книговедения. С 1973 года (с работы «История библиотеки Соболевского» в первом выпуске) был постоянным автором выходившего в московском издательстве «Книга» «Альманаха библиофила», под эгидой которого в 1983 году выпустил аннотированное переиздание раритетного «Альманаха библиофила 1929 года» с приложением отдельной книжкой своей работы «Ленинградское общество библиофилов и его альманах». Там же в 1987 году вышло подготовленное им переиздание другого раритета — работы С. Я. Гессена «Книгоиздатель Александр Пушкин: литературные доходы Пушкина» (изначально опубликованной ленинградским издательством «Academia» в 1930 году). В «Альманахе библиофила» в разные годы выходили его очерки по зарождению и историческому развитию феномена библиофилии, которые в расширенной форме вошли в его книги «Корабли мысли: Зарубежные писатели о книге, чтении, библиофилах» (1980 и 1986, в собственных переводах с английского и французского языков) и «Библиофилы и библиоманы» (1984). В последнюю были включены популярные и иллюстрированные исторические очерки как о зарубежных коллекционерах (Томас Филлипс, Томас Уайз, Гульельмо Либри, Алоизий Пихлер, Ричард де Бери, Габрель Ноде), так и о зарождении русского библиофильства (Дмитрий Бутурлин в Петербурге и Александр Онегин в Париже). Очерки о С. А. Соболевском и С. Д. Полторацком составили книгу «Библиофилы пушкинской поры», вышедшую в издательстве «Наука» в 1979 году.
В 1980-е годы сосредоточился на пушкинистике. Начиная с книг «Поэты пушкинского круга» и «России первая любовь» 1983 года во второй половине 1980-х годов в издательстве «Правда» огромными тиражами (500 тысяч экземпляров) потомно выходили его обширные жизнеописания А. С. Пушкина для массового читателя, которые были позже переизданы в трёхтомном комплекте (1989), а также литературные сборники «Друзья Пушкина» (1984 и 1986) и «Светлое имя Пушкин» (1988). Публикации Кунина этих лет по книговедению и пушкинистике стали источниковой базой для целого поколения исследователей как в России, так и зарубежных славистов.
С 1990 года жил с семьёй в Израиле (Хайфа), где и умер в 2022 году.

## Семья
- Жена — синолог и библиограф Ирина Константиновна Глаголева (род. 1932), внучка известного саратовского врача-психиатра и организатора медицины Савелия (Саула) Абрамовича Лясса (Шевель Абрамович Ляс; 1871—1917), выпускника медицинского факультета Харьковского университета[28][29][30][31]. И. К. Глаголева — автор книг «Китайская художественная литература. Библиография русских переводов и критической литературы на русском языке». М.: Издательство всесоюзной книжной палаты, 1957. — 165 с.; «Сунь Ят-сен. Биобиблиографический указатель». М.: ВГБИЛ, 1966. — 121 с.; «Лу Синь. Библиографический указатель». М.: Всесоюзная государственная Библиотека иностранной литературы, 1977. — 245 с.; «Лао Шэ. Биобиблиографический указатель». М.: Книга, 1983. — 120 с.
  - Сын — молекулярный биолог, эволюционист и учёный в области биоинформатики Евгений Викторович Кунин.
- Дядя (брат матери) — поэт-сатирик Михаил Семёнович Коссовский (Косовский; 25 января 1896, Харьков — ?)[32], был женат на композиторе Заре Левиной.